# Oxycera guangxiensis
Oxycera guangxiensis är en tvåvingeart som beskrevs av Yang och Akira Nagatomi 1993. Oxycera guangxiensis ingår i släktet Oxycera och familjen vapenflugor. Inga underarter finns listade i Catalogue of Life.